# Ratchet & Clank: El tamaño importa
Ratchet & Clank: El tamaño importa (título original: Ratchet & Clank: Size Matters, y conocido en Japón como Ratchet & Clank 5: Gekitotsu! Dodeka Ginga no MiriMiri Gundan) es un videojuego de plataformas y disparos desarrollado por High Impact Games, empresa creada por antiguos miembros de la desarrolladora tradicional de la serie Ratchet & Clank, Insomniac Games, y distribuido por Sony Computer Entertainment. Fue lanzado al mercado originalmente para PlayStation Portable durante 2007, concretamente el 2 de mayo de dicho año en Europa. Posteriormente se anunció el desarrollo de una versión para PlayStation 2, la cual fue comercializada a partir del 19 de marzo de 2008 en Estados Unidos, y a partir del 28 de marzo en Europa.Además,el 18 de julio de 2024 llegó tanto para Playstation 4 como para Playstation 5
El tamaño importa es el quinto videojuego de la serie. Su argumento es similar a lo visto en las tres primeras entregas, ambientado en el universo de fantasía que engloba a toda la serie. Ratchet y Clank se encuentran durante sus vacaciones en el planeta Pokitaru en donde encuentran a una niña llamada Luna, que es secuestrada por un grupo de robots (llamados tecnomitas). A partir de ahí, ambos recorren cada planeta de la galaxia buscando a la niña, que en realidad forma parte de una conspiración para atrapar a Ratchet con el objetivo de crear un ejército malévolo a base de clones. El sistema de juego es similar a las tres primeras entregas, mezclando fases de acción con niveles de plataformas, haciendo mayor hincapié en estos últimos. Bastante más corto que los anteriores (5-7 horas de juego)